# Ліндсей Скуп
Ліндсей Скуп  (англ. Lindsay Schoop, 25 вересня 1981) - американська веслувальниця, олімпійська чемпіонка.

## Виступи на Олімпіадах
| Олімпіада  | Дисципліна                     | Місце |
| ---------- | ------------------------------ | ----- |
| Пекін 2008 | вісімка розстібна зі стерновим | 1     |